# 倭犰狳
倭犰狳（學名：Chlamyphorus truncatus），也叫粉毛犰狳、仙女犰狳，是犰狳科最小的一種動物。體長90-115毫米，不包括尾巴，體色為玫瑰色或粉紅色。生活在阿根廷中部的乾燥草地、帶刺灌木和仙人掌的沙地。
倭犰狳主要以螞蟻為食，偶爾也吃蠕蟲、蝸牛、昆蟲以及各種植物性食物。

## 外部連結
- Species profile from the U.S. Fish & Wildlife Service
- Genus Chlamyphorus - Armadillo Online （页面存档备份，存于）